# دونالد واشنطن (كرة سلة)
دونالد واشنطن (بالإنجليزية: Donald Washington)‏ مواليد 22 أبريل 1952 في واشنطن العاصمة، هو لاعب كرة سلة أمريكي سابق. بدأ مسيرته الاحترافية في سنة 1973. تم اختياره من قبل فريق نيويورك نيكس خلال الدرافت. يبلغ طوله 6 قدم 8 بوصة (2.0 م). اعتزل اللعب في 1989. لعب مع دنفر ناغتس في الدوري الأمريكي لكرة السلة للمحترفين.

## روابط خارجية
- دونالد واشنطن على موقع سبورتس رفرنس (الإنجليزية)
- دونالد واشنطن على موقع كلية كرة السلة في سبورتس رفرنس.كوم (الإنجليزية)
- دونالد واشنطن على موقع ريلجم (الإنجليزية)
- دونالد واشنطن على موقع بروبوليرز (الإنجليزية)